# Téléphérique du Pic-Blanc
Le téléphérique du Pic-Blanc est une remontée mécanique de France située en Isère, dans la station de sports d'hiver de l'Alpe d'Huez. Elle tient son nom du pic Blanc, le sommet qu'elle atteint.

## Géographie
Le téléphérique relie les Petites Rousses à 2 622 mètres d'altitude au Pic Blanc à 3 318 mètres d'altitude au nord-est. Il est accessible via le téléphérique des Grandes-Rousses venant de la station au sud-ouest, du télésiège du Lac Blanc venant du lac Blanc au sud-est ou de la piste de ski « Le Dôme » venant du dôme des Petites Rousses au nord,. Le téléphérique ne dessert que des pistes noires — « Glacier », « Sarenne », « Tunnel » — qui se dirigent vers le tunnel des Grandes-Rousses, le glacier de Sarenne, le télésiège de l'Herpie et le vallon de la Sarenne au sud.

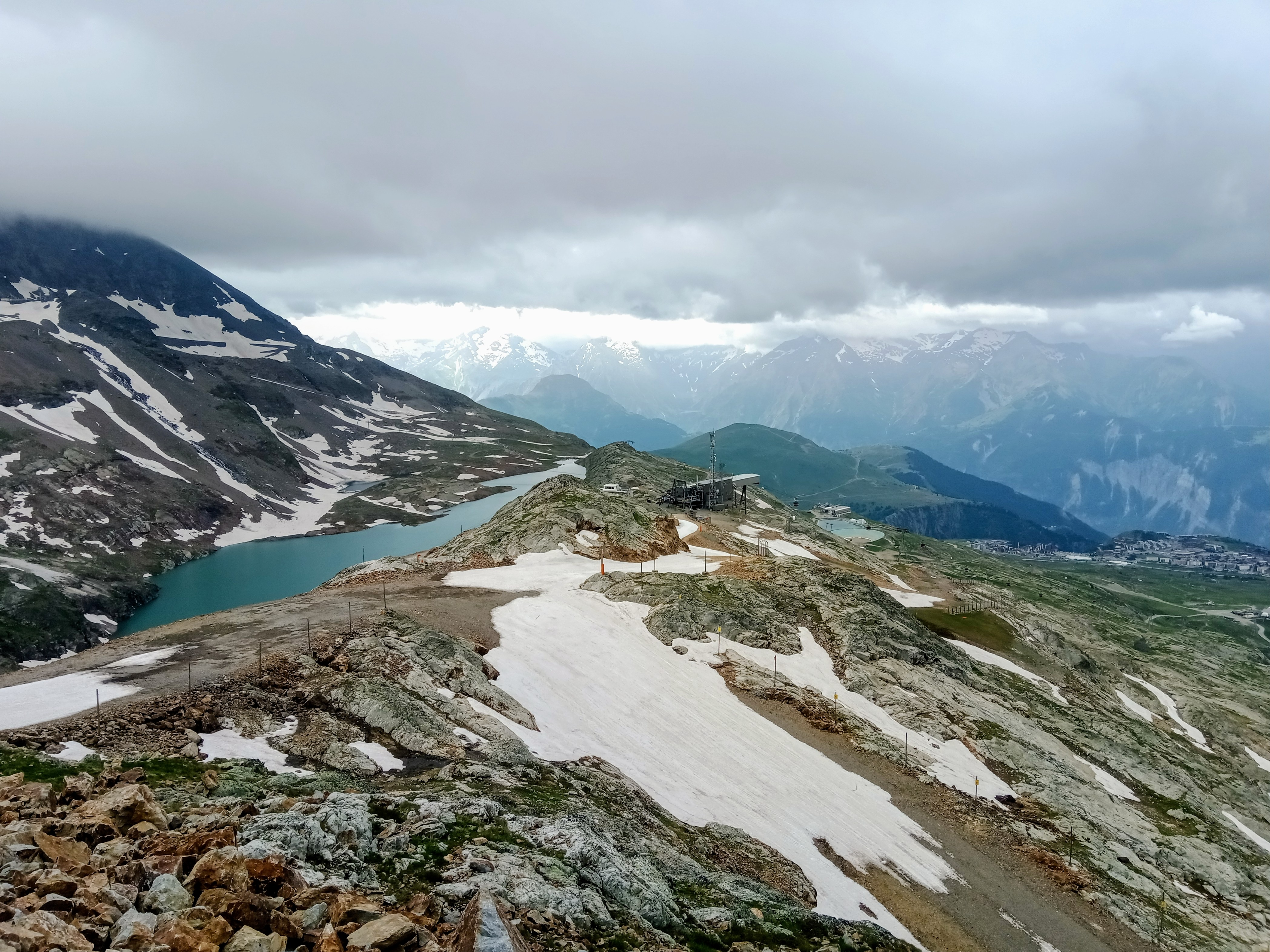
Vue estivale depuis le dôme des Petites Rousses au nord de la gare de départ du téléphérique accolée à la gare d'arrivée du téléphérique des Grandes-Rousses ; l'Alpe d'Huez est visible sur le bord droit.

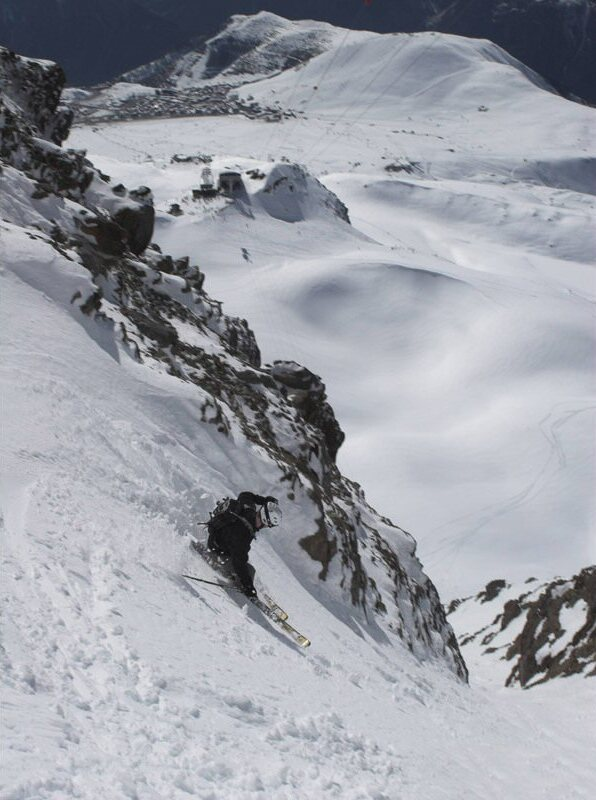
Freerider dans un couloir du pic Blanc sous le téléphérique ; la station de l'Alpe d'Huez est visible dans le lointain.

## Histoire
Le téléphérique est construit en 1962 et rénové en 1980. Sa construction est notamment motivée par la pratique du ski d'été au glacier de Sarenne sur l'adret du pic Blanc.

### Vidéographie
- « Téléphérique à Alpes d'Huez » [vidéo], sur ina.fr, Radiodiffusion-télévision française, 11 février 1963